# Matra MS10

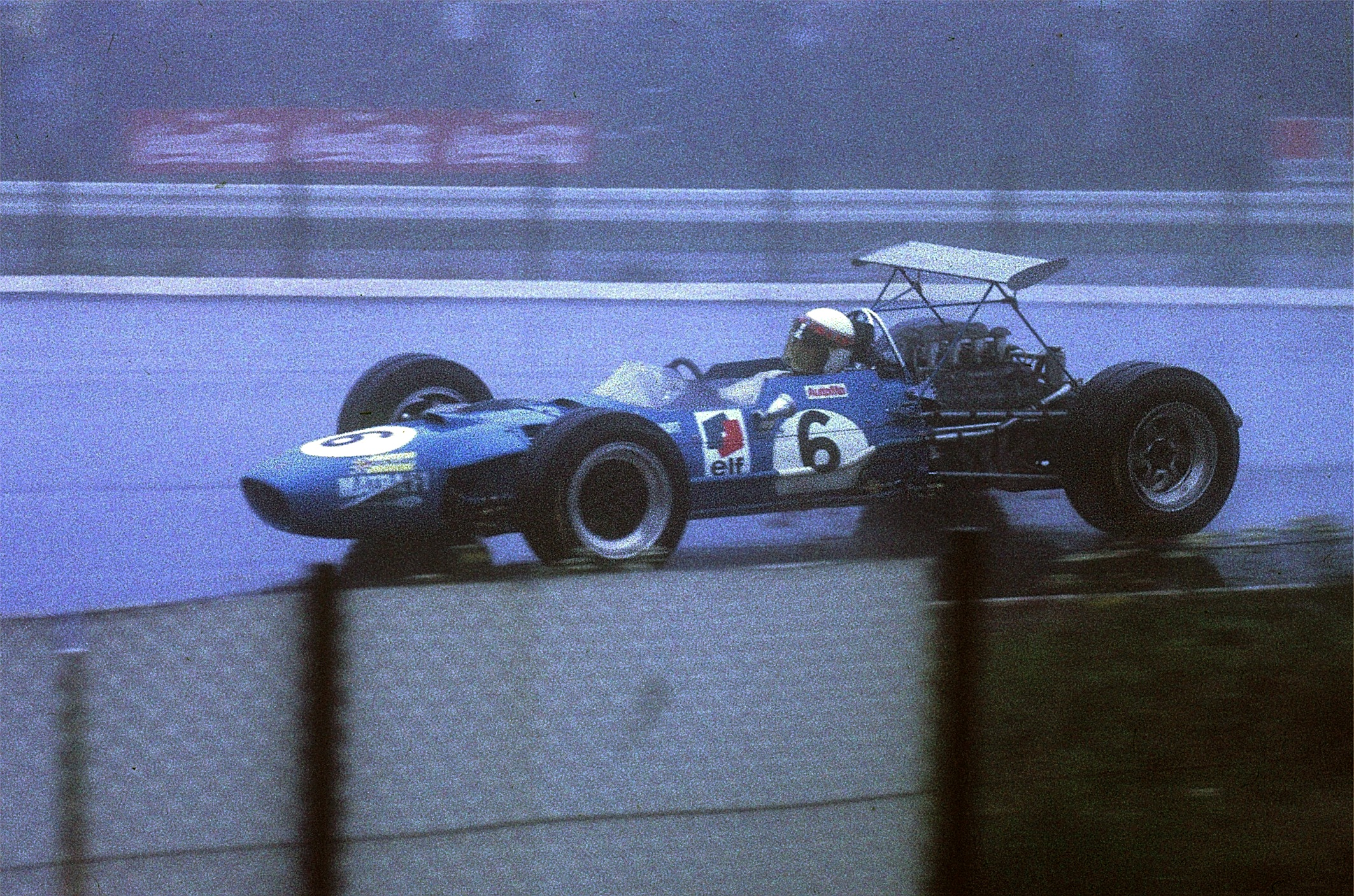
Jackie Stewart im Matra MS10 beim GP von Deutschland 1968 auf dem Nürburgring

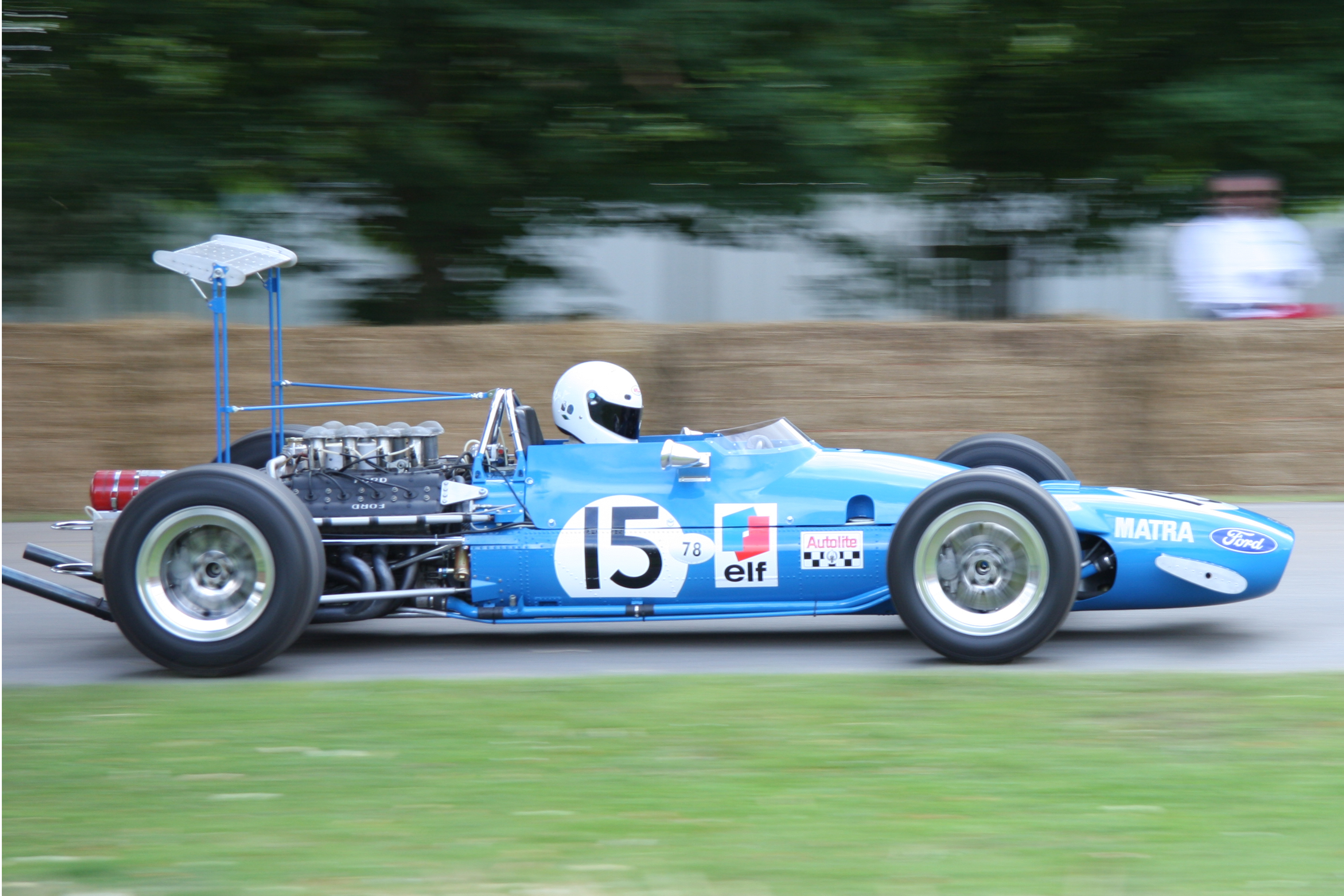
Matra MS10 beim Goodwood Festival of Speed 2008

Der Matra MS10 war ein Formel-1-Rennwagen, entwickelt und gebaut von Matra 1968.
Der MS10 wurde exklusiv für das Tyrrell-Team gebaut. Im Unterschied zum MS11 mit dem Zwölfzylindermotor von Matra, dem Matra-Matra, wurde der MS10 von einem Achtzylinder-Cosworth-DFV-Motor angetrieben.
Bernard Boyer, der Konstrukteur des MS10, verfolgte mit dem Entwurf Matras erprobte und bewährte Linie. Das Monocoque wurde wie bei den Vorgängermodellen durch einen Rahmen mit der Hinterradaufhängung verbunden. Der Treibstoff wurde in zwei seitlichen Behältern untergebracht. Die Testfahrten mit dem MS9 hatten gezeigt, dass dessen Tank für eine komplette Grand-Prix-Distanz zu klein dimensioniert war. Um der Gefahr des Nachtankens während des Rennens zu entgehen, erhöhte Boyer das Fassungsvermögen auf 190 Liter. Der MS9 hatte noch Aufhängungsteile, die aus dem Matra-Sportwagen übernommen wurden. Beim MS10 wurden diese durch Neukonstruktionen ersetzt.
Ken Tyrrell setzte den MS10 erstmals beim Race of Champions 1968 in Brands Hatch ein. Sein Debüt in der Weltmeisterschaft gab der MS10 beim Großen Preis von Spanien, wo Jean-Pierre Beltoise Fünfter wurde. Dass Matra ein Spitzenfahrzeug gebaut hatte, bewies Johnny Servoz-Gavin mit einer frühen Führung beim Großen Preis von Monaco.
Jackie Stewart gewann mit dem MS10 1968 drei Weltmeisterschaftsläufe und hatte bis zum letzten Rennen der Saison in Mexiko eine realistische Chance, die Fahrerweltmeisterschaft zu gewinnen. Neben seinen Siegen in den Niederlanden und in den USA feierte er am Nürburgring mit dem MS10 einen seiner größten Siege. Im Nebel und bei strömendem Regen hatte er im Ziel einen Vorsprung von mehr als vier Minuten auf den Zweiten, Graham Hill, herausgefahren.
Stewart und das Tyrrell-Team verpassten den Fahrertitel knapp, der an Hill im Lotus 49 ging. Matra baute nur zwei MS10-Chassis, die beide ohne Unfälle die Saison überstanden. Dennoch wurden sie 1969 ausrangiert und durch den MS80 ersetzt.